# Unpredictable
Unpredictable é o segundo álbum de estúdio do cantor e compositor americano e ator Jamie Foxx. Foi lançado em 27 de dezembro de 2005 pela J Records. O álbum foi apoiado por quatro singles: "Extravaganza" com Kanye West, a faixa-título "Unpredictable" com Ludacris, "DJ Play a Love Song" com Twista e "Can I Take U Home".

## Track listing
| N.º | Título                                          | Producer(s)                                  | Duração |  |
| 1.  | "Unpredictable" (featuring Ludacris)            | Jim Jonsin Bigg D Harold Lilly               | 3:39    |  |
| 2.  | "Warm Bed"                                      | Sean Garrett Mr. Collipark The Practice Team | 3:53    |  |
| 3.  | "DJ Play a Love Song" (featuring Twista)        | Polow da Don Garrett The Practice Team       | 4:18    |  |
| 4.  | "With You" (featuring The Game and Snoop Dogg)  | Tank                                         | 4:20    |  |
| 5.  | "Can I Take U Home"                             | Timbaland Static Major                       | 4:15    |  |
| 6.  | "Love Changes" (featuring Mary J. Blige)        | Warryn Campbell Breyon Prescott              | 4:30    |  |
| 7.  | "Extravaganza" (featuring Kanye West)           | Mike City                                    | 4:15    |  |
| 8.  | "Three Letter Word"                             | Lilly Miykal Snoddy No I.D.                  | 4:42    |  |
| 9.  | "Get This Money"                                | Mike City                                    | 4:31    |  |
| 10. | "VIP"                                           | Mateo Laboriel Tank                          | 3:54    |  |
| 11. | "Do What It Do"                                 | Jamie Foxx Charlie Bereal Kenny Bereal       | 4:03    |  |
| 12. | "Storm (Forecast)"                              | Daron Jones R.L. Huggard                     | 4:27    |  |
| 13. | "U Still Got It (Interlude)" (featuring Common) | Jamie Foxx Brainz Dimilo                     | 2:47    |  |
| 14. | "Heaven"                                        | Babyface Tim Pierce                          | 3:54    |  |
| 15. | "Wish U Were Here"                              | Ron "Neff-U" Feemster                        | 4:13    |  |

| Japanese bonus track |             |         |  |
| N.º                  | Título      | Duração |  |
| 16.                  | "This Love" | 3:27    |  |